# Державна служба молоді та спорту України
Державна служба молоді та спорту України (Держмолодьспорт України) — центральний орган виконавчої влади України, діяльність якого  спрямовувалася  і координувалася Кабінетом Міністрів України через Міністра освіти і науки, молоді та спорту України.
Служба проводила державну політику у молодіжній сфері, сфері фізичної культури та спорту.
28 лютого 2013 реорганізована в Міністерство молоді та спорту України.